# Villeroy-sur-Méholle
Villeroy-sur-Méholle település Franciaországban, Meuse megyében. Lakosainak száma 56 fő (2022. január 1.). Villeroy-sur-Méholle Broussey-en-Blois, Mauvages, Sauvoy és Vaucouleurs községekkel határos.

## Népesség
A település népessége az elmúlt években az alábbi módon változott:
| Lakosok száma | 85   | 45   | 32   | 32   | 34   | 33   | 37   | 46   | 52   | 56   |
|               | 1968 | 1982 | 1990 | 2006 | 2013 | 2015 | 2017 | 2019 | 2020 | 2022 |